# San Pietro Vernotico
San Pietro Vernotico este o comună din provincia Brindisi, regiunea Puglia, Italia, cu o populație de 13.022 locuitori (1 ianuarie 2023) și o suprafață de 46,94 km².

## Demografie
San Pietro Vernotico - evoluția demografică

|  | Graficele sunt indisponibile din cauza unor probleme tehnice. Mai multe informații se găsesc la Phabricator și la wiki-ul MediaWiki. |

Date: Recensăminte sau birourile de statistică - grafică realizată de Wikipedia